# Gubèrnia de Iekaterinoslav
La gubèrnia de Iekaterinoslav (Екатеринославская губерния) (des de 1802) era una divisió administrativa de l'Imperi Rus. La seva capital era Iekaterinoslav, actual ciutat de Dniprò.

## Correspondència amb l'actualitat
- Província de Dnepropetrovsk
- Óblast de Donetsk
- República Popular de Donetsk
- Nord de la província de Zaporíjia
- Centre de la Província de Lugansk

## Subdivisions en Uiezd
Els Uezd en els quals es divideix la Gubèrnia de Iekaterinoslav en les disposicions de 1802 són:
- Uiezd d'Aleksandrov (Александровский)
- Uiezd de Bakhmut (Бахмутский)
- Uiezd de Verkhnedneprovsk (Верхнеднепровский)
- Uiezd de Ekaterinoslav (Екатеринославский)
- Uiezd de Mariupol (Мариупольский)
- Uiezd de Novomoskov (Новомосковский)
- Uiezd de Pavlograd (Павлоградский)
- Uiezd de Slavianoserbsk (Славяносербский) després renombrado com a Lugansk (Луганск)